# Transitforum Austria Tirol
Das Transitforum Austria-Tirol ist eine überparteiliche Organisation, die gegen die Zunahme des Transitverkehrs durch Österreich und die daraus resultierenden Gesundheits-, Wirtschafts- und Umweltschäden eintritt. Primär richten sich die Aktivitäten gegen die Zunahmen des Schwer- bzw. LKW-Verkehrs. Gefordert werden dessen Begrenzung und die möglichst weitgehende Verlagerung des Gütertransports auf die Bahn, vorzugsweise durch das neue Instrument einer so genannten Alpentransitbörse.
Ursprünglich wurde das Forum in Tirol am 11. August 1994 von Fritz Gurgiser gegründet, hat sich aber mittlerweile mit anderen – ähnlich gesinnten Organisationen – in ganz Österreich zusammengeschlossen.
Das Transitforum Austria-Tirol macht immer wieder durch diverse Aktionen auf sich aufmerksam, wobei die Autobahn-Blockaden am meisten öffentliches Aufsehen erregen.